# The Division Bell
The Division Bell és el catorzè àlbum d'estudi de la banda britànica de rock progressiu Pink Floyd. Es va llançar el març de 1994 al Regne Unit a través d'EMI i poc després als Estats Units a través de Columbia Records. És el segon àlbum d'estudi que no compta amb la presència del baixista original Roger Waters.
Compost en la seva gran majoria pel guitarrista David Gilmour i el teclista Richard Wright, el tema central del disc és la comunicació entre les persones, o la falta d'ella, acompanyat d'altres temes relacionats com l'aïllament, l'ambigüitat, l'enfrontament o l'autodefensa. El títol fa referència a la Division Bell, la campana del parlament britànic, que separa els membres després del vot.
L'enregistrament va tenir lloc en diversos estudis, incloent els Estudis Britannia Row i la casa flotant de Gilmour Astoria. La producció va comptar amb l'ajuda d'alguns incondicionals de la banda com el productor discogràfic Bob Ezrin, l'enginyer de so Andy Jackson, el saxofonista Dick Parry i el director d'orquesta Michael Kamen. La dona de Gilmour, Polly Samson, va coescriure algunes de les lletres, mentre que Wright va fer la seva primera aportació com a vocalista principal des de l'àlbum de 1973 The Dark Side of the Moon.
Va assolir el primer lloc a les llistes de vendes del Regne Unit i els Estats Units, tot i que va rebre crítiques bastant dures com la de Tom Sinclair a Entertainment Weekly que va arribar a dir que "l'avarícia és l'única explicació possible per a aquest àlbum simple i estúpid, notable per la fusió de rock progressiu pompós i new age que posa malalt". A més, l'antic membre de la banda Roger Waters va arribar a dir que eren «unes escombraries». Després del llançament, la banda es va embarcar en una gira pels Estats Units, Europa i el Regne Unit. The Division Bell va ser certificat com a disc d'or, platí, doble platí en juny de 1994 i triple platí el gener de 1999 per la RIAA. Ha venut més de dotze milions de còpies a escala mundial. La cançó «Marooned» va guanyar un Premi Grammy per millor interpretació rock instrumental.

## Concepte
Gran part de l'àlbum tracta sobre temes relacionats amb la comunicació, és a dir, la idea que molts dels problemes de la vida es poden resoldre amb el diàleg. De vegades, cançons com «Poles Apart» i «Lost for Words» són interpretades com a referències al llarg distanciament entre l'antic membre Roger Waters i Pink Floyd, encara que Gilmour ha negat que l'àlbum sigui una al·legoria sobre aquesta separació. El 1994 va dir: "La gent pot inventar i relacionar una cançó de forma personal, però ja és una mica tard per intentar fer màgia amb el tema de Roger".

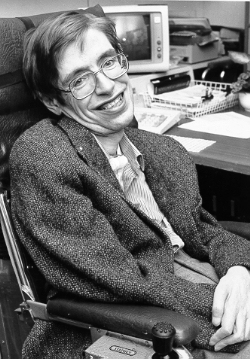
Es va utilitzar un sample de la veu de Stephen Hawking en la cançó «Keep Talking».

La temàtica general de la comunicació es reflecteix en el mateix títol de l'àlbum; The Division Bell es va inspirar en la division bell utilitzada en el Parlament del Regne Unit, que significa que es portarà a terme una votació. L'any 1994, el bateria Nick Mason va fer el següent comentari sobre el tema: "sí que tenia una mica de significat. Tracta sobre que la gent prengui decisions, sís o nos".
Produït només uns anys després de la caiguda del bloc de l'Est, la cançó «A Great Day for Freedom» juxtaposa l'eufòria general de, per exemple, el Mur de Berlín, amb la neteja ètnica i el genocidi que va seguir, en particular a l'antiga Iugoslàvia. Es van utilitzar samples de la veu de Stephen Hawking per a la part parlada de la cançó «Keep Talking». Gilmour va sentir per primera vegada les paraules del professor en un anunci de la televisió britànica, sentint-se tan interessat pel sentiment de Hawking que va decidir contactar amb la companyia que es va encarregar de fer l'anunci per demanar permís per utilitzar-lo en l'àlbum. Emfatitzant en el tema general de la falta de comunicació, al final del disc es pot escoltar al fillastre de Gilmour, Charlie, penjant-li el telèfon al mànager de Pink Floyd Steve O'Rourke, que havia estat demanant aparèixer en el nou àlbum (a la cançó). En el programa radiofònic In the Studio, el DJ Redbeard va concloure que l'àlbum oferia "la veritable possibilitat de transcendir tot, a través de grans moments de gràcia".
| «                                                                    | Sembla políticament incorrecte agafar idees de la publicitat, però semblava una peça molt rellevant. | » |
| — Nick Mason (1994), referint-se a Stephen Hawking a «Keep Talking». | |   |

## Enregistrament
El gener de 1993 Gilmour, Mason i Wright van començar a improvisar nous temes, en unes sessions d'enregistrament als Estudis Britannia Row, renovats recentment. Tot i que la banda tenia certa aprensió a gravar junts novament, després del primer dia va augmentar la confiança en si mateixos i poc després, van demanar al baixista Guy Pratt (qui, des del final de la gira de Momentary lapse of Reason, va esdevenir parella de la filla de Wright, Gala Wright) que contribuís. Segons Mason, "va passar un fenomen interessant, que va ser que la forma de tocar de Guy va començar a canviar l'atmosfera de la música que nosaltres mateixos havíem creat amb anterioritat". Sense els problemes legals que van tenir durant la producció del seu anterior àlbum el 1987, A Momentary Lapse of Reason, Gilmour estava més tranquil; si veia que la banda "estava aconseguint alguna cosa", simplement premia el botó de gravar del DAT. En un punt Gilmour va gravar de forma clandestina a Wright tocant els teclats, capturant material que després seria la base de tres peces musicals.

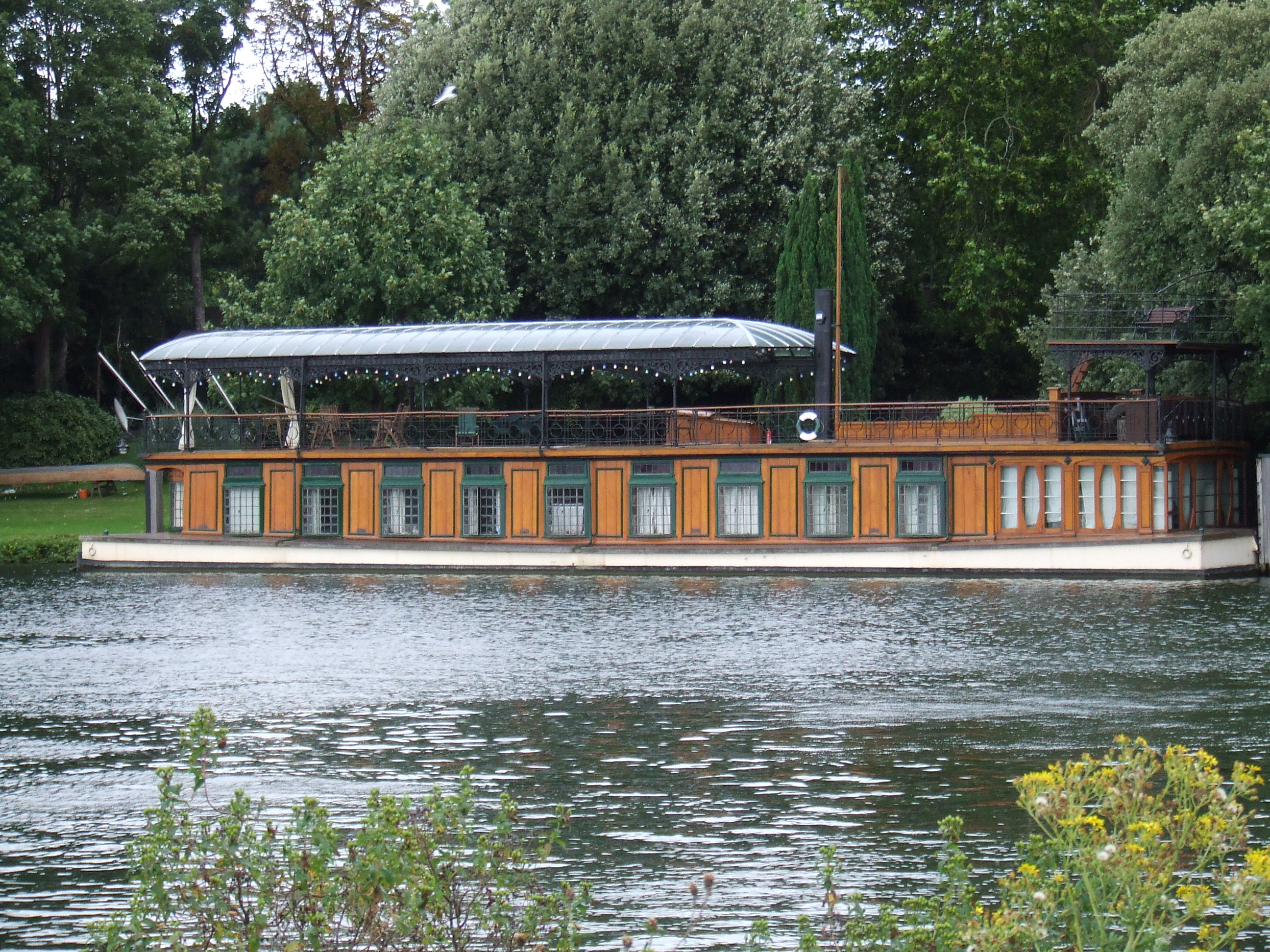
Imatge de l'estudi de gravació de Gilmour, l'Astoria (estudi de gravació), on es va produir part de l'àlbum

Les improvisacions que va gravar la banda van ajudar a estimular el seu procés creatiu i després d'unes dues setmanes ja tenien unes 65 peces de música. Amb l'enginyer Andy Jackson altra vegada a l'equip, i Bob Ezrin contractat com a coproductor, van traslladar la producció a la casa flotant i estudi de gravació de Gilmour, l'Astoria. La banda va escoltar tot el que havien gravat i van fer una votació sobre cadascuna de les diferents pistes, garbellant el material fins a arribar a tenir una selecció de 27 temes. Eliminant algunes de les peces i fusionant-ne altres, finalment es van quedar amb una quinzena pistes, abans de retallar novament i deixar-lo finalment en onze cançons. La selecció de cançons es va fer basant-se en un sistema de puntuació, en el qual cada un dels tres membres atorgava una puntuació de l'u al deu a cada cançó candidata, un pla que es va torçar notablement per la decisió de Wright de concedir a les seves cançons la màxima puntuació, i no concedint cap punt a la resta de temes. Contractualment, el teclista no era membre de ple dret de la banda, cosa que el va molestar; Wright després va dir: "Gairebé arriba el moment en què vaig decidir deixar l'àlbum, perquè vaig sentir que no era just el que havíem acordat". Malgrat la seva frustració va decidir romandre i va rebre els seus primers crèdits com a compositor en un àlbum de Pink Floyd des de Wish You Were Here el 1975.
La nova esposa de Gilmour, Polly Samson, també va rebre crèdits de composició. Inicialment, el seu paper es limitava a donar suport i animar al seu marit, però després va ajudar a Gilmour a compondre «High Hopes», cançó que tracta sobre la infància de Gilmour i la seva joventut a Cambridge. Després, el seu paper es va expandir fins a coescriure sis cançons, cosa que no li va agradar gaire a Ezrin. En una entrevista a la revista Mojo, Gilmour va admetre que les col·laboracions de Samson havien "esvalotat al productor", encara que després Ezrin digués que la seva presència era una inspiració per a Gilmour i que [ella] "va fer que l'àlbum tirés endavant".
Abans de començar amb el treball de gravació, van entrar a l'estudi el teclista Jon Carin i el percussionista Gary Wallis per completar la banda. També es van contractar a cinc cantants per als cors, entre ells Sam Brown i la cantant que va participar en la gira de Momentary Lapse Durga McBroom. En aquest punt, la banda es va traslladar als Estudis Olympic i va gravar la majoria de les pistes "guanyadores" en una setmana. Després d'un descans estiuenc, van tornar a l'Astoria per gravar les peces secundàries. Ezrin va treballar en diversos dels sons de bateria i el compositor i director d'orquestra i antic col·laborador de la banda Michael Kamen va fer els arranjaments de corda. Dick Parry va tocar el saxofon per primera vegada en un àlbum de Pink Floyd des de feia gairebé vint anys, a la pista «Wearing the Inside Out», mentre que Chris Thomas va acabar les barreges del disc. Entre els mesos de setembre i desembre es van fer les sessions de gravació i mescles als Estudis Metropolis de Chiswick i als Estudis The Creek Recording de Londres. Al setembre, es va produir una petita interrupció, ja que la banda va actuar en un concert benèfic al Cowdray Ruins Concert, a Midhurst, un show per a recollir fons per l'hospital local King Edward VII (va actuar conjuntament amb membres de Queen i Mike and the Mechanics, executant els temes Run Like Hell, Wish You Were Here i Comfortably Numb. La masterització va anar a càrrec de Doug Sax i James Guthrie i es va dur a terme al Mastering Lab de Los Angeles.

### Instrumentació
Amb l'ajuda del tècnic de guitarra de Gilmour, Phil Taylor, Carin va aconseguir localitzar en un magatzem alguns dels vells teclats de la banda, incloent-hi un orgue Farfisa. Alguns dels sons samplejats amb aquests instruments es van usar per a les pistes «Take It Back» i «Marooned». Carin va rebre l'ajuda d'Ezrin pels teclats, mentre que Durga McBroom es va encarregar dels cors conjuntament amb Sam Brown, Carol Kenyan, Jackie Sheridan i Rebecca Leigh-White.
Gilmour va usar diversos estils diferents a l'àlbum. «What Do You Want from Me» té influències del Chicago blues i «Poles Apart» té diversos matisos folk. Per als improvisats solos de guitarra de «Marooned» va usar un pedal Digitech Whammy per pujar les notes una octava. A «Take It Back» va usar un Ebow (un aparell que simula el so d'una guitarra esquinçada amb arc), amb una guitarra Gibson J-200 passada per una unitat d'efectes.

## Presentació

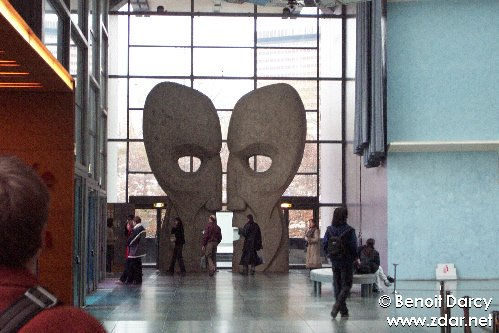
Els dos enormes caps metàl·lics que es van utilitzar per a dissenyar la portada de l'àlbum.

Per no competir amb altres àlbums importants que coincidissin en la mateixa data de llançament (com va passar amb A Momentary Lapse) Pink Floyd va posar com a data límit l'abril de 1994, moment en què començarien una nova gira. Malgrat això, al mes de gener la formació encara no havia decidit el nou títol del disc. La llista de noms que s'estudiaven incloïa Pow Wow i Down to Earth. En un sopar, l'escriptor Douglas Adams va suggerir The Division Bell (usat en la cançó High Hopes), i així va quedar.
L'antic col·laborador de la formació Storm Thorgerson va fer el disseny artístic per al nou disc. Va aixecar dos enormes caps metàl·lics amb la mesura aproximada d'un autobús de dos pisos en un camp proper a Ely (ciutat d'Anglaterra). Les escultures es van col·locar juntes i van ser fotografiades de perfil per crear la il·lusió òptica que no només estaven una davant de l'altra o parlant, sinó que també se li presentava a l'espectador una tercera cara. Les escultures van ser concebudes per Keith Breeden i construïdes per John Robertson. A l'horitzó es veu la Catedral d'Ely. Les escultures ara es troben al Rock and Roll Hall of Fame de Cleveland (Ohio).
| «                   | L'àlbum sembla molt més casolà, molt més com una formació tocant junta. Crec que en particular Rick es va sentir molt més integrat en el procés aquesta vegada, en comparació amb Momentary Lapse. Va estar bé tenir-lo de tornada. | » |
| — Nick Mason (2005) | |   |

L'àlbum es va llançar al Regne Unit i als Estats Units en CD, LP i casset, cada un d'ells amb el seu propi format i disseny d'etiquetes específic. Per al llançament del casset Aden Hynes va fabricar dues escultures de set metres i mig fotografiades de manera similar als dos caps metàl·lics. El material gràfic inclòs a l'interior del llibret del CD gira al voltant d'un tema similar, amb la imatge de dos caps formats per diferents objectes, com diaris («A Great Day for Freedom»), vitralls de color («Poles Apart») i guants de boxa («Lost for Words»). En les pàgines dos i tres es veu una imatge de l'observatori de La Silla.
La portada de The Division Bell es troba entre un dels deu que va escollir la Royal Mail per als seus segells postals "Classic Album Cover" llançats el gener de 2010.

## Llançament i acollida
El 10 de gener de 1994 es va fer una roda de premsa per anunciar el llançament del nou àlbum al Coast Guard Air Station Elizabeth City de Carolina del Nord, Estats Units. Van fabricar al Regne Unit un dirigible Skyship 600 que van portar des de la recepció fins al seu retorn a Weeksville, on va resultar inutilitzat per una tempesta el 27 de juny. Es van vendre algunes de les seves parts com a souvenirs. Per a la presentació que va fer la banda al Regne Unit el 21 de març, van usar un dirigible A60, translúcid i pintat per semblar un peix, que van usar per portar els periodistes per un tour per Londres. També van utilitzar el dirigible, que brillava en la foscor, per volar per l'Europa del Nord. El disc també va ser presentat a Colònia (Alemanya), en un acte organitzat per l'empresa Volkswagen, que promocionava la gira europea.
L'àlbum es va llançar al Regne Unit a través d'EMI Records el 28 de març de 1994, i als Estats Units a través de Columbia Records el 4 d'abril, posicionant-se immediatament al primer lloc de les llistes de vendes dels dos països. The Division Bell va aconseguir dics de plata i d'or al Regne Unit l'1 d'abril de 1994, platí un mes després i doble platí l'1 d'octubre. Als Estats Units va aconseguir el d'or i el doble platí el 6 de juny de 1994 i triple platí el 29 de gener de 1999.
Tot i les bones vendes, la recepció per part de la crítica va ser, en general, dolenta, encara que això ha canviat amb el temps. Roger Waters va arribar a expressar que era "escombraries, ximpleries de principi a fi". El crític d'Entertainment Weekly, Tom Sinclair, va concedir a l'àlbum una qualificació de "D", comentant que "l'avarícia és l'única explicació possible per a aquest àlbum simple i estúpid, notable per la fusió de rock progressiu pompós i new age que posa malalt ". El crític de Rolling Stone Tom Graves va criticar l'actuació de Gilmour, afirmant que els seus solos de guitarra "una vegada van ser el centre de la banda, tan articulats, melòdics i ben definits com a qualsevol en el rock, [però] ara s'acomoda i se'n va per les branques, fent d'elles tan oblidables com abans eren indelebles", afegint que "només a «What Do You Want from Me» Gilmour sona com vol".
No obstant això, l'àlbum avui en dia està ben acceptat tant pels fans com pels crítics. Per exemple, posseeix una mitjana de 3,75 a ProgArchives.com, una pàgina dedicada al rock progressiu. El 24% qualifica l'àlbum amb 5/5, mentre el 44% el qualifica amb 4/5. El 22% li dona a l'àlbum un 3/5. La resta ho qualifica amb 2/5.
L'àlbum va ser nominat a "millor àlbum d'artista britànic" als Brit Awards de 1995, en els quals perdé davant l'àlbum Parklife de Blur. El març de 1995 la banda va rebre un Premi Grammy a la millor actuació de rock instrumental per la cançó «Marooned».

### Llançaments realitzats[1]
| \| Any \| Tipus \| Segell discogràfic \| Núm. catàleg \| \| ---- \| -------- \| ------------------ \| ------------ \| \| 1994 \| Cassette \| EMI \| TCEMD 1055 \| \| 1994 \| Cassette \| Columbia \| CT-64200 \| \| 1994 \| CD \| Columbia \| 64200 \| \| 1994 \| LP \| EMI \| 8289841 \| \| 1994 \| CD \| Columbia \| 64200 \| \| 2002 \| CD \| Sony \| 7324 \| \| 2005 \| CD \| Sony \| 688 \| \| 2007 \| CD \| EMI \| \| \| 2008 \| CD \| EMI \| 5111122 \| |          |                    |              |
| Any | Tipus    | Segell discogràfic | Núm. catàleg |
| 1994 | Cassette | EMI                | TCEMD 1055   |
| 1994 | Cassette | Columbia           | CT-64200     |
| 1994 | CD       | Columbia           | 64200        |
| 1994 | LP       | EMI                | 8289841      |
| 1994 | CD       | Columbia           | 64200        |
| 2002 | CD       | Sony               | 7324         |
| 2005 | CD       | Sony               | 688          |
| 2007 | CD       | EMI                |              |
| 2008 | CD       | EMI                | 5111122      |

## Gira
El 8 de març de 1994, la banda va començar dues setmanes i mitja d'assajos, de cara a la imminent gira, a la Base Norton de les Forces Aèries dels Estats Units, a San Bernardino (Califòrnia); i l'endemà passat del llançament de l'àlbum, va començar la gira The Division Bell Tour al Joe Robbie Stadium de Miami. El set list començava amb «Astronomy Domine» de 1967, abans de passar a cançons de 1987 extretes d'A Momentary Lapse of Reason i cançons de The Division Bell. També es van incloure cançons dels àlbums Wish You Were Here, The Dark Side of the Moon i The Wall.

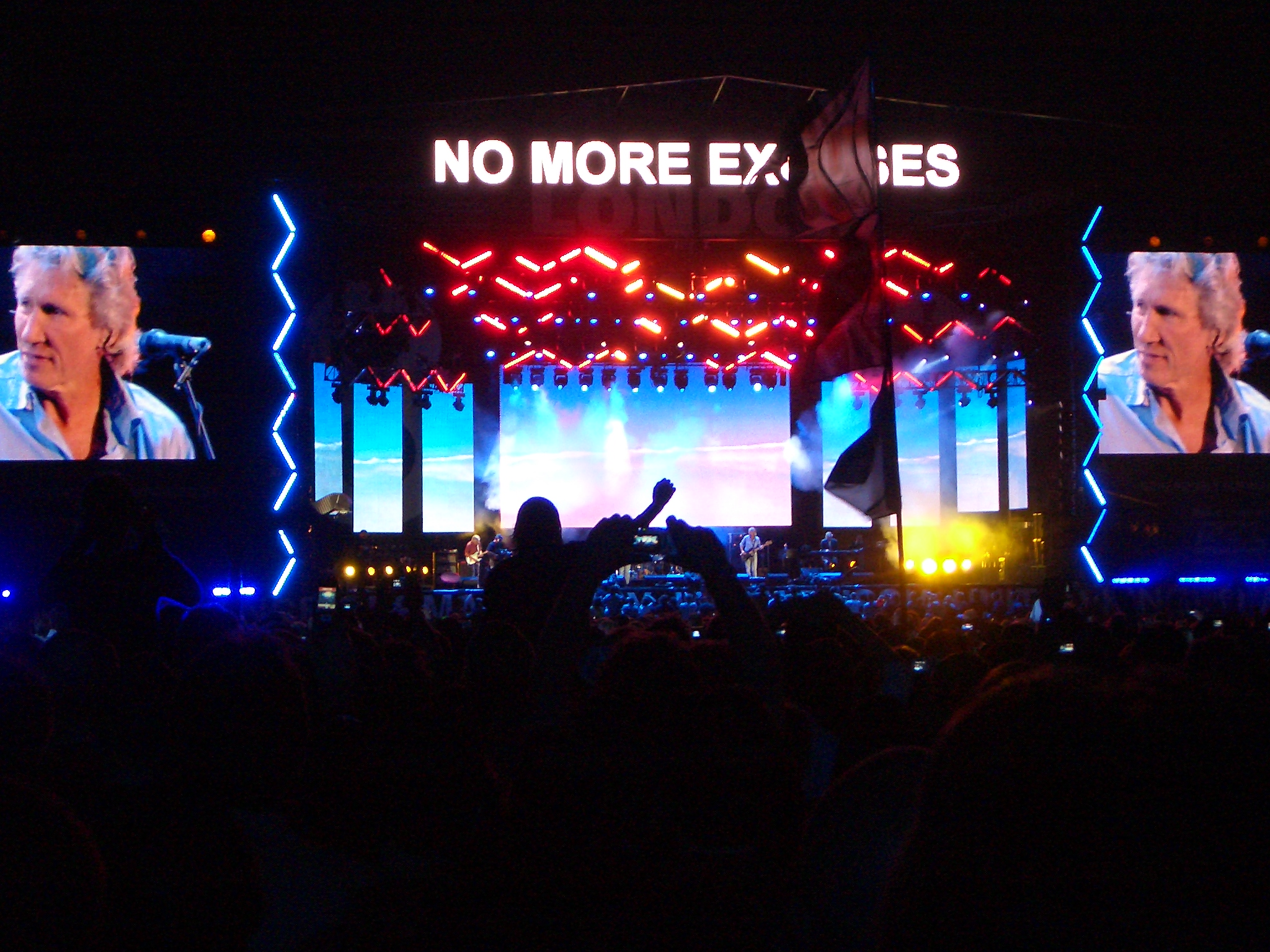
La gira va acabar el 29 d'octubre de 1994 a l'Earls Court, sent l'última actuació de la banda fins al concert de Live 8 de 2005.

Van participar en la gira músics de suport com Sam Brown, Jon Carin, Claudia Fontaine, Durga McBroom, Dick Parry, Guy Pratt, Tim Renwick i Gary Wallis. La gira va continuar pels Estats Units entre abril i mitjans juny, abans d'arribar al Canadà i tornar als Estats Units al juliol. Quan la gira va arribar a Europa al juliol, van convidar a Waters a unir-se a la banda, oferta que va declinar, a més de mostrar el seu enuig pel fet d'algunes cançons de la banda tornessin a tocar-se en grans recintes. La primera nit de la gira al Regne Unit, el 12 d'octubre, es va enfonsar un afegit del recinte amb una capacitat prevista per a 1.200 persones, encara que no hi va haver ferits; l'actuació es va repetir més endavant.
Durant la gira una persona anònima anomenada Publius va enviar un missatge a un grup de notícies d'Internet, en el qual convidava als fans a resoldre una endevinalla suposadament oculta al nou àlbum. La veracitat del missatge es va demostrar quan les llums durant un concert a East Rutherford il·luminaven les paraules "Enigma Publius". Durant un concert televisat a l'Earls Court l'octubre de 1994, es van projectar les lletres "enigma" en el teló de fons de l'escenari. Mason va dir després que Publius Enigma va existir i que havia estat instigat per la companyia discogràfica més que per la banda. El 2010, l'endevinalla seguia sense haver-se resolt.
En total, la gira va incloure un total de 58 concerts, i va incloure un concert a Barcelona el 27 de juliol de 1994. La gira va acabar el 29 d'octubre de 1994 a l'Earls Court, sent l'última actuació de la banda fins al concert de Live 8 de 2005. S'estima que van vendre al voltant de 5,3 milions d'entrades i que van recaptar uns 100 milions de dòlars. El juny de 1995 es va llançar un àlbum de la gira, anomenat  P*U*L*S*E i un vídeo del concert, també anomenat Pulse.

## Llista de cançons
| Núm. | Títol | Lletra                        | Música          | Durada |
| ---- | --- | ----------------------------- | --------------- | ------ |
| 1.   | «Cluster One» | Instrumental                  | Gilmour, Wright | 5:58   |
| 2.   | «What Do You Want from Me» (Veus: David Gilmour) | Gilmour, Samson               | Gilmour, Wright | 4:21   |
| 3.   | «Poles Apart» | Gilmour, Samson, Laird-Clowes | Gilmour         | 7:04   |
| 4.   | «Marooned» | Instrumental                  | Gilmour, Wright | 5:29   |
| 5.   | «A Great Day for Freedom» (Veu principal: David Gilmour. No es va tocar mai en cap dels directes del grup) | Gilmour, Samson               | Gilmour         | 4:17   |
| 6.   | «Wearing the Inside Out» (Veu principal: Richard Wright) | Moore                         | Wright          | 6:49   |
| 7.   | «Take It Back» (Veu principal: David Gilmour. És una de les poques peces del grup que parla d'amor. Contràriament a la resta de l'àlbum, aquesta peça és més propera al pop rock que no pas al rock progressiu.)      | Gilmour, Samson, Laird-Clowes | Gilmour, Ezrin  | 6:12   |
| 8.   | «Coming Back to Life» | Gilmour                       | Gilmour         | 6:19   |
| 9.   | «Keep Talking» (Veus: David Gilmour i Carol Kenyon) | Gilmour, Samson               | Gilmour, Wright | 6:11   |
| 10.  | «Lost for Words» (Veu principal: David Gilmour) | Gilmour, Samson               | Gilmour         | 5:14   |
| 11.  | «High Hopes» (Veu principal: David Gilmour. Apareix en una versió reduïda a l'àlbum recopilatori Echoes: The Best of Pink Floyd de l'any 2001. Va estar versionat per Nightwish a la compilació Highest Hopes (2005)) | Gilmour, Samson               | Gilmour         | 8:31   |

## Crèdits
| Pink Floyd - David Gilmour – veus, guitarra, baix, teclats, producció, programming - Nick Mason – bateria, percussió, programming - Rick Wright – teclats, piano, veu Producció - Andrew Jackson – enginyer de so - Michael Kamen – arranjaments d'orquestra - Edward Shearmur – orquestració - Steve McLoughlin – gravació de l'orquestra - Chris Thomas – mescles - Tony May, Rupert Truman, Stephen Piotrowski – fotografia - Peter Curzon, Ian Wright – dissenys | Músics addicionals - Jon Carin – programació i teclats addicionals - Guy Pratt – baix - Gary Wallis – percussió - Tim Renwick – guitarres - Dick Parry – saxòfon tenor, trompeta - John Helliwell – saxòfon - Bob Ezrin – bateria i percussió producció i composició a Take It Back - Anthony Moore - composició a Wearing the Inside Out - Sam Brown – cors - Durga McBroom – cors - Carol Kenyon – cors, veus a "Keep Talking" - Jackie Sheridan – cors - Rebecca Leigh-White – cors - Darlene Koldenhaven, Carmen Twillie, Phyllis St. James, Donnie Gerrard – cors Altres - Professor Stephen Hawking – veu digitalitzada a Keep Talking |

## Posició a les llistes
| Any  | Llista                        | Posició |
| ---- | ----------------------------- | ------- |
| 1994 | Llista britànica d'àlbums     | 1       |
| 1994 | Llista estatunidenca d'àlbums | 1       |
| 1994 | Llista noruega d'àlbums       | 1       |
| 1994 | Llista australiana d'àlbums   | 1       |
| 1994 | Llista suïssa d'àlbums        | 1       |

| Any  | Títol                                                                                             | Posició | Font              |            |
| ---- | ------------------------------------------------------------------------------------------------- | ------- | ----------------- | ---------- |
| 1994 | "Take it Back" (edit)/"Astronomy Dominé (directe)"                                                | 73      | Billboard Hot 100 | [ nota 7 ] |
| 1994 | "Take It Back"                                                                                    | 23      | UK Singles Chart  | [ nota 8 ] |
| 1994 | "High Hopes" (versió de l'àlbum)/"Keep Talking" (versió de l'àlbum)/"One of These Days" (directe) | 26      | UK Singles Chart  | [ nota 9 ] |